# Xylophanes clarki
Xylophanes clarki är en fjärilsart som beskrevs av Charles T. Ramsden 1921. Xylophanes clarki ingår i släktet Xylophanes och familjen svärmare. Inga underarter finns listade i Catalogue of Life.